# Albisi László
Albisi László, Biki (Dés, 1819. – Budapest, 1881. május 20.) színész, színigazgató.

## Életpályája
1840-ben Erdélyben színházigazgató lett. 1840–1842 között Pály Elek társulatában működött. Ezután a kolozsvári Nemzeti Színház operatársulatának tagja volt. 1844–1846 között Szerdahelyi József, Szabó József és Havi Mihály mellett dolgozott. 1846–1847 között Feleky Miklós társulatában szerepelt. 1847–1848 között Kilényi Dávid mellett színészkedett. Az 1848–49-es forradalom és szabadságharcban katonaként szolgált. 1851-ben Kaczvinszky László és Laczkóczy Ferdinánd társulatában volt látható. 1852-ben ismét Havi Mihály, Szabó József és Kaczvinszky László színházában szerepelt. 1853-ban már csak Kaczvinszky László alkalmszta. 1859–1869 között Kolozsváron szerepelt. 1869-től a Nemzeti Színház tagja volt.
Szerepköre korábban az opera-buffó, később komikus apák, burleszk humorú színpadi alakok.
Felesége Littermann Karolina (1821–1875) színésznő volt.

## Színházi szerepei
- Szigeti J.: A vén bakancsos és fia, a huszár – Hangos kántor
- Moliere: A fösvény – Jakab

## Működési adatai
1840, 1842: Pály Elek; 1844–46: Szerdahelyi József–Szabó József–Havi Mihály; 1846–47: Feleky Miklós; 1847–48: Kilényi Dávid; 1851: Kaczvinszky László–Laczkóczy Ferdinánd; 1852: Havi Mihály–Szabó József–Kaczvinszky László; 1853: Kaczvinszky László; 1859–69: Kolozsvár, Havi Mihály, Follinus János, Fehérváry Antal; 1866: Gyulai Ferenc; 1869: Kőmíves Imre; 1869: Nemzeti Színház.